# Aaron Nguimbat
Aaron Nguimbat (13 de março de 1978) é um ex-futebolista camaronês que atua como defensor.

## Carreira
Disputou as Olimpíadas de Sydney, tendo conquistado a medalha de ouro com os Leões. Depois do torneio, nunca mais foi lembrado em outras convocações.